# 71461 Chowmeeyee
71461 Chowmeeyee è un asteroide della fascia principale. Scoperto nel 2000, presenta un'orbita caratterizzata da un semiasse maggiore pari a 3,0870046 UA e da un'eccentricità di 0,0287723, inclinata di 10,59894° rispetto all'eclittica.
L'asteroide è dedicato a Chow Mee Yee, compagna di scuola dello scopritore.